# Riacho dos Pilões
Riacho dos Pilões är ett periodiskt vattendrag i Brasilien.   Det ligger i delstaten Paraíba, i den östra delen av landet, 1 500 km nordost om huvudstaden Brasília.
Omgivningarna runt Riacho dos Pilões är huvudsakligen savann. Runt Riacho dos Pilões är det glesbefolkat, med 10 invånare per kvadratkilometer.